# 가이아

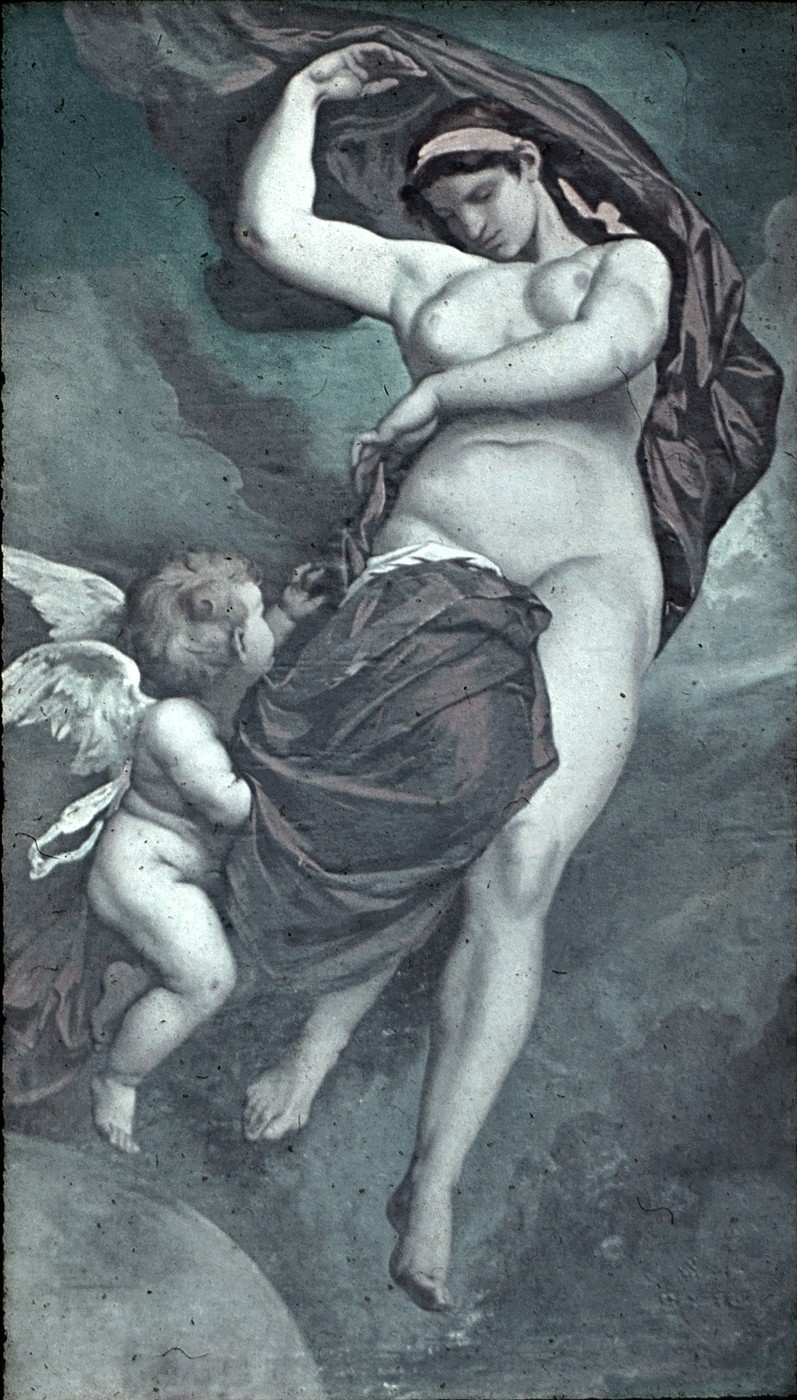
가이아

가이아(고대 그리스어: Γαῖα) 또는 게(Γῆ)는 그리스 신화에 등장하는 대지의 여신이기도 하고 세상을 모두 지배하는 지배여왕이라는 애칭도 있다. 대지와 만물의 여신이며 창조의 여신으로 태초의 모든것들을 낳은 태초의 어머니이다. 로마 신화의 텔루스(라틴어: Tellus) 영어 이름 테라와 동일시된다. 지모신의 형태로 보면 된다. 옛날,  세상이 혼란의 덩어리 카오스이던 시절. 카오스에서 태어난 최초의 여신이라고 전해진다.
헤시오도스가 쓴 《신통기》에 따르면, 카오스와 타르타로스 등과 더불어 태초부터 존재해왔던 태초신이라고 하며, 또한 카오스의 유일한 아내이자 딸이라는 설도 있다.
우라노스와 폰토스의 어머니이자, 또한 에레보스와 닉스와 아이테르 등 많은 남매들을 낳은 어머니신이다. 아버지 카오스를 남편으로 최초로 맞이하고 에레보스, 닉스 등 낳았다고도 한다. 또 아들 우라노스를 남편으로 맞이하여 크로노스를 포함한 티탄 족과 키클롭스, 피톤 등의 괴물을 낳았다. 우라노스가 크로노스에게 거세를 당한 후에는 또 한 명의 아들 폰토스를 남편으로 삼았다고 한다. 가이아의 또 다른 남편들 중에서는 티탄족의 왕이자 아들인 오케아노스와 손자인 포세이돈 그리고 하데스, 제우스가 있으며 그들을 통해서 많은 자식들을 낳았다.
배우자는 카오스, 크로노스 (시간의 신), 아이테르, 타르타로스, 우라노스, 폰토스, 오케아노스, 포세이돈, 하데스, 제우스

## 가이아의 가계도
그리스 신화에 등장하는 신들의 상당수는 가이아의 혈통을 이어받고 있으며, 인류 역시 마찬가지라고 전해진다. 그래서 고대 그리스에서는 가이아를 만물의 근원으로 숭배하였다. 가이아의 결혼과 그 후손들에 대한 이야기는 여기저기 전승에서 중복되거나 혼동되어 전해진다.
- 스스로 낳은 자식들
  - 크로노스 (시간의 신)
  - 아난케
  - 우라노스
  - 폰토스
  - 오우로스
  - 에레보스
  - 닉스
  - 아이테르
  - 타르타로스
- 엘라라로부터 낳은 자식
  - 티티오스
- 아들 오케아노스로부터 낳은 자식
  - 크레오우사
  - 스페로케이오스
  - 트리프톨레모스
- 아들 폰토스로부터 낳은 자식
  - 케토
  - 에우로비아
  - 포르퀴스
  - 네레우스
  - 타우마스
- 아들 아이테르로부터 낳은 자식
  - 아이르기아

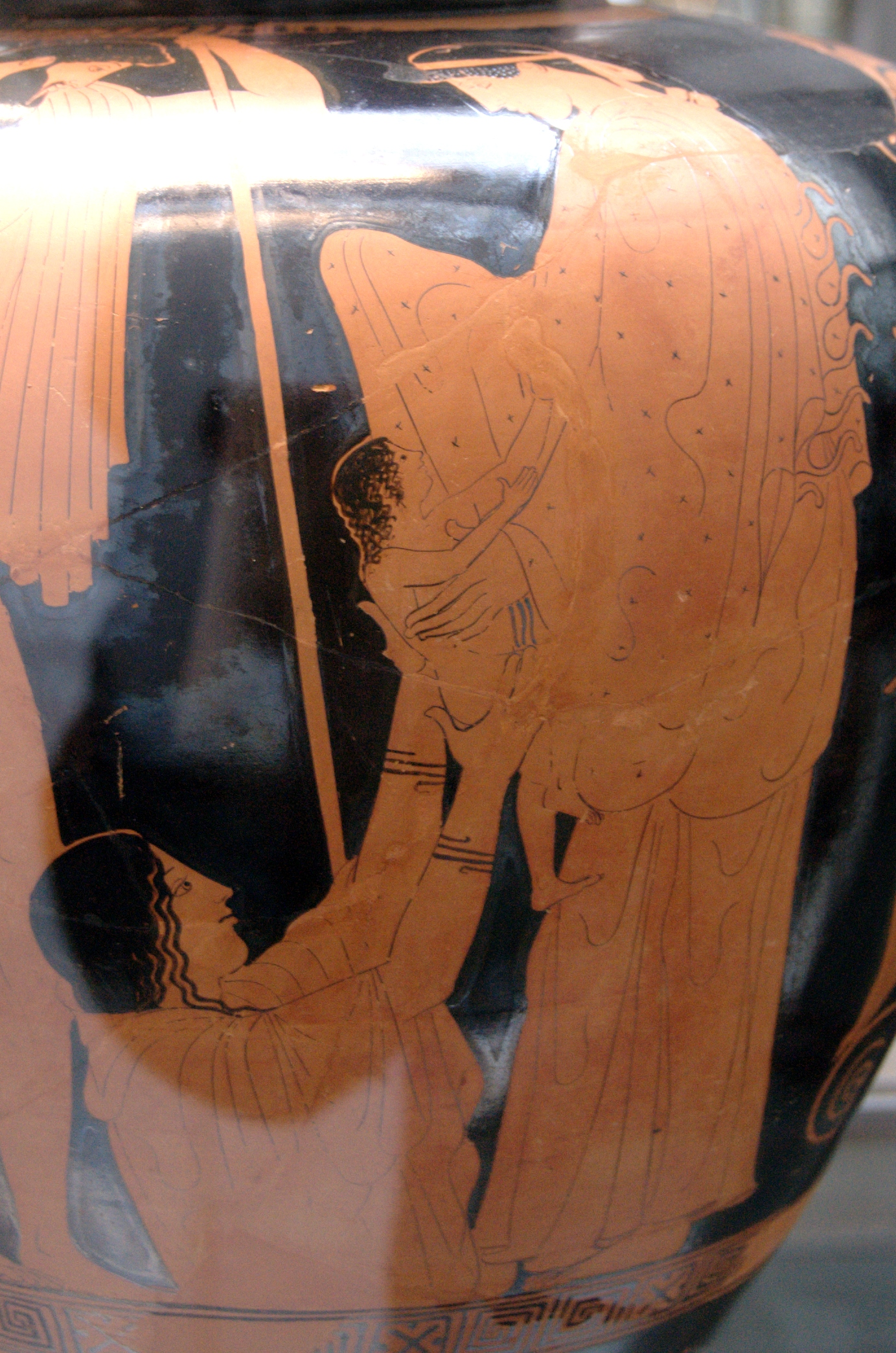
가이아가 갓 낳은 아들 에릭토니오스를 아테나에게 넘기고 있다.기원전 470–460년 경의 도자기

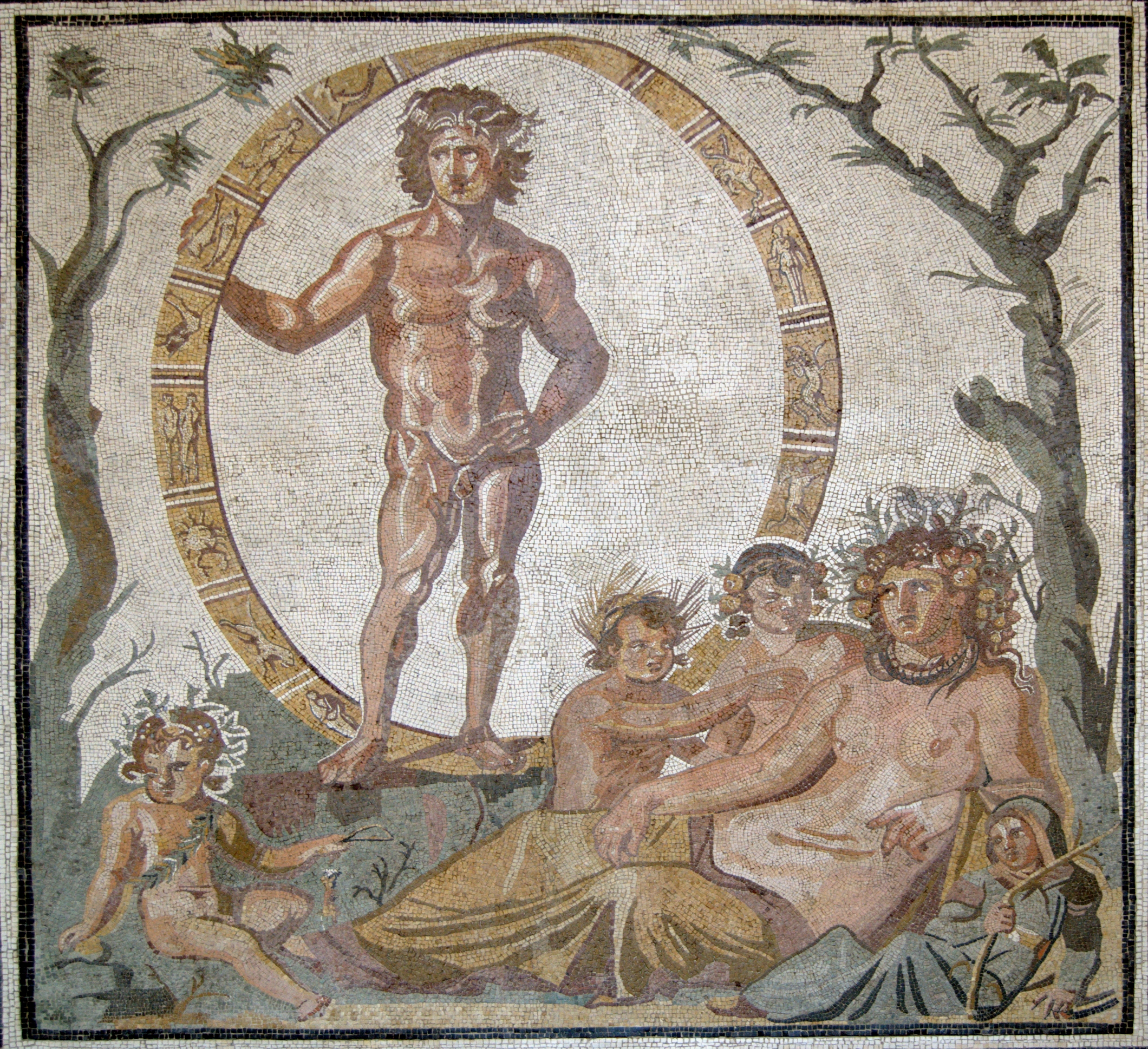
아이온과 가이아가 4명의 아이들과 함께 있다. 이 네 명의 아이들은 아마도 사계절의 의인화인 듯하다. 기원전 3세기경. 로마의 모자이크.

  - 타르타로스 : 가이아의 자궁이라는 설도 있다.
- 아들 타르타로스로부터 낳은 자식
  - 에키드나
  - 티폰
  - 캄페
- 아들 우라노스로부터 낳은 자식
  - 퀴클롭스
  - 헤카톤케이레스
  - 티탄들
    - 아들: 오케아노스  ·  히페리온  ·  코이오스  ·  크로노스(제우스의 부친)  ·  크리오스  ·  이아페토스
    - 딸: 테튀스  ·  테이아  ·  포이베  ·  레아(제우스의 모친)  ·  므네모시네  ·  테미스

  - 원조 무사이
    - 므네메
    - 멜레테
    - 아오이데

  - 디오네
- 아들 우라노스의 피와 가이아의 땅이 결합하여 낳은 아이들
  - 기간테스
  - 에리니에스
  - 멜리아데스
  - 아프로디테
- 손자 포세이돈으로부터 낳은 자식
  - 카리브디스
  - 안타이오스
  - 라에스트리곤 일족
- 손자 제우스으로부터 낳은 자식
  - 마네스 : 아티스의 아버지이자 프리기아에서는 신으로도 숭배받고 있다.

그외에 피톤 등 아버지를 알 수 없거나 혼자서 낳은 자식들이 여러 명 있다.

## 같이 보기
- 파차마마